# Leptopilina japonica
Leptopilina japonica — вид перетинчастокрилих комах родини Figitidae. Це паразитоїдна оса, яка вражає личинок мух Drosophila suzukii, яка стала серйозним шкідником м'яких фруктів у всьому світі. Батьківщиною оси є Японія, проте її інтродукують в Європі та Америці для боротьби з дрозофілою.